# Östuna distrikt
Östuna distrikt är ett distrikt i Knivsta kommun och Uppsala län. 
Distriktet ligger öster om Knivsta.

## Tidigare administrativ tillhörighet
Distriktet inrättades 2016 och utgörs av socknen Östuna i Knivsta kommun.
Området motsvarar den omfattning Östuna församling hade vid årsskiftet 1999/2000.